# Sulfolobus acidocaldarius
Espèce
Sulfolobus acidocaldarius est une espèce d'archées thermophiles et acidophiles de la famille des Sulfolobaceae. Ce sont des cellules coccoïdes, irrégulières et flagellées. Ces microorganismes sont à la fois hyperthermophiles (avec un optimum de croissance de 75 °C) et acidophiles (pH optimal de croissance proche de 2 ou 3) ; S. acidocaldarius a ainsi été isolé de sources chaudes acides volcaniques, où la température peut atteindre 90 °C et le pH osciller entre 1 et 5. Elles nécessitent de surcroît une température supérieure à 55 °C pour se développer.
Ces organismes aérobies sont chimiotrophes et lithotrophes, leur énergie provenant de l’oxydation du soufre ou du sulfure d'hydrogène H2S avec l'acide sulfurique H2SO4 ; elles utilisent le dioxyde de carbone CO2 comme source de carbone.